# Johann Wilhelm Dietmar
Johann Wilhelm Dietmar (* 1671 in Oberkatz; † 6. Juli 1759 in Jena) war ein deutscher Rechtswissenschaftler.

## Leben
Johann Wilhelm war der Sohn des Bauern und Wagners Johann Dietmar und dessen Frau Catharina Teufel. Anfänglich wurde er durch Privatlehrer unterrichtet und bezog 1687 das Gymnasium Illustre in Gotha, welches unter der Leitung des Rektors Georg Heß stand. 1693 begann er an der Universität Jena ein Studium der Rechtswissenschaften. Zu diesem Zweck besuchte er unter anderem Vorlesungen an der philosophischen Fakultät, unter anderem bei Johann Paul Hebenstreit und Georg Albrecht Hamberger. Seine juristischen Kenntnisse wurden durch Nikolaus Christoph Lyncker, Johann Philipp Slevogt, Christian Wildvogel, Wilhelm Hieronymus Brückner, Adrian Beier der Jüngere, Georg Schubart, Johann Bernhard Friese und Johann Christian Schröter geprägt. Nachdem er eine Stelle als Hof- und Konsistorialrat in Ziegenhain übernommen hatte, promovierte er 1702 in Jena unter Wildvogel zum Doktor der Rechte.
Danach beteiligte er sich am Vorlesebetrieb der Salana und wurde 1712 Kommissionsrat von Sachsen-Weimar und Sachsen-Coburg. 1720 wurde er Wirklicher Rat und Advokat am Hofgericht in Jena. Durch eine Rechtsstreitigkeit um den Erwerb des Landgutes Apolda zog er sich die Missgunst des Herzogs Ernst August von Sachsen Weimar zu. Dies bewirkte, dass er keine gewünschte Professur in Jena bekam. Erst nach dem Tod des Herzogs wurde er 1749 ordentlicher Professor der Institute in Jena. 1753 stieg er in die Professur der Pandekten auf und 1755 wurde er schließlich Professor des Kodex und der Novellen. In seiner Eigenschaft als Jenaer Hochschullehrer beteiligte er sich auch an den organisatorischen Aufgaben der Hochschule. So war er einige Male Dekan der Juristenfakultät und im Sommersemester 1753 Rektor der Alma Mater.
Dietmar hatte sich am 19. Mai 1704 in Jena mit Clara Elisabeth Titius (Tietze), der Tochter des Jenaer Diakons Georg Tietze (* 1648; † 5. Mai 1700 in Jena) und dessen Frau Catharina Cöler (* 28. Mai 1654 in Naumburg; † 24. August 1728 in Jena), verheiratet.

## Werke (Auswahl)
- Diss. inaug. de inutilibus sponsaliorum divisionibus. Jena 1702 (Präsens Christian Wildvogel, Online)
- Progr. de vestigiis et situ Dispargi in tractu Comitatus Hennebergici, cuius Gregorius Turonensis mentioneni fecit. Jena 1709
- Programma, disputationibus publicis ad Compendium Juris Lauterbachianum praemissum. Jena 1709 (Online)
- Dissertatio Iuridica Decadem Controversiarum Iuris Complectens. Jena 1710 (Resp. Sebastian Anton Homfeld, Online)
- Diss. iur. de dominio iurisdictionis mediatorum, von der Gerichts Herrschafft. Jena 1710 (Johann Friedrich Kromeyer Online)
- Diss. de praescriptione feudali. Jena 1710
- Diss. iur. de praescriptione feudali. Jena 1712 (Resp. Reinhard Theodor Rademacher, Online)
- Juftiniani inftitutiones Libri IV, cum notis necessariis et utilibus illustrati, cum adiectis titulis de Verborum significatione et Regulis iuris. Studio etc. Jena 1720
- Progr. de praescriptione anomala. Jena 1723
- Progr. de legato, poenae nomine relicto, contra Bynkershoeckianam opinionem singularem. Jena 1726
- Justitia illustris controversiae, in Camera Imperiali postea decisae, pro Dominae de Wangenheim contra Dominum de Witzleben
- Specimine acad. iuris civ. iudicem pedaneum. Jena 1743 (Resp. Friedrich Wilhelm Hendel, Online)
- De quibusdam differentiis processus possessorii summariissimi in specie talis et inhibitiui Saxonici. Pro Loco. Jena 1749 (Online)
- Programma Nobilissimi Et Clarissimi Ivrivm Candidati Jacobi Fels. Jena 1752 (Dekanatsprogramm zur Promotion von Jacob Fels, Online)
- Progr. de teste ex universitate pro sua universitate habili. Jena 1752
- Progr. de loco honorarii Ministrorum in concursu creditorum. Jena 1754
- Programma de coheredis institutione in Codicillis Facta valida. Jena 1754 (Dekanatsprogramm zur Promotion von Johann Thomas Ritter, Online)
- Dissertatio inauguralis de iuribus civitatum imperialium. Jena 1754 (Resp. Johann Thomas Ritter, Online)
- Programma de loco honorarii ministrorum in concorsu Creditorum. Jena 1754 (Dekanatsprogramm zur Promotion von Christoph Conrad Wilhelm Friderici, Online)
- Programma de successoribus in feudis regalibus ad agnoscenda debita, a Praedecessoribus Contracte non obligatis. Jena 1754 (Dekanatsprogramm zur Promotion von Helmrich Hermann Nathanel Wilcken, Online)
- Diss. inaug. de evictione in donatione non indistincte praestanda. Jena 1756 (Resp. Johannes Christoph Koch, Online)
- Juramento Minorationis seu Minutiones. Minderungs- oder Verminderungs-Eyd. Jena 1757, (Resp. Christian Justus Wideburg, Online)
- Programma de usu et utilitate iuris civilis. Jena 1757 (Dekanatsprogramm zur Promotion von Johann Philipp Dresser, Online)
- Programma de praeuentione et litis pendentia. Jena 1757 (Dekanatsprogramm zur Promotion von Johann Christian Gruner, Online)
- Diss. inaug. de donatione inter vivos revocabili et mortis caussa irrevocabili. Jena 1759 (Resp. Johann Nicolaus Moeckert, Online)

## Weblink
- Werke von und über Johann Wilhelm Dietmar in der Deutschen Digitalen Bibliothek

| Personendaten    | Personendaten                   |
| ---------------- | ------------------------------- |
| NAME             | Dietmar, Johann Wilhelm         |
| KURZBESCHREIBUNG | deutscher Rechtswissenschaftler |
| GEBURTSDATUM     | 1671                            |
| GEBURTSORT       | Oberkatz                        |
| STERBEDATUM      | 6. Juli 1759                    |
| STERBEORT        | Jena                            |